# Анавак (Тексас)
Анавак (енгл. Anahuac) град је у америчкој савезној држави Тексас. По попису становништва из 2010. у њему је живело 2.243 становника.

## Демографија
Према попису становништва из 2010. у граду је живело 2.243 становника, што је 33 (1,5%) становника више него 2000. године.
| Група             | 2000.         | 2010.         |
| Белци             | 1.426 (64,5%) | 1.294 (57,7%) |
| Афроамериканци    | 447 (20,2%)   | 323 (14,4%)   |
| Азијати           | 15 (0,7%)     | 14 (0,6%)     |
| Хиспаноамериканци | 287 (13,0%)   | 572 (25,5%)   |
| Укупно            | 2.210         | 2.243         |